# Łycznik fioletowawy

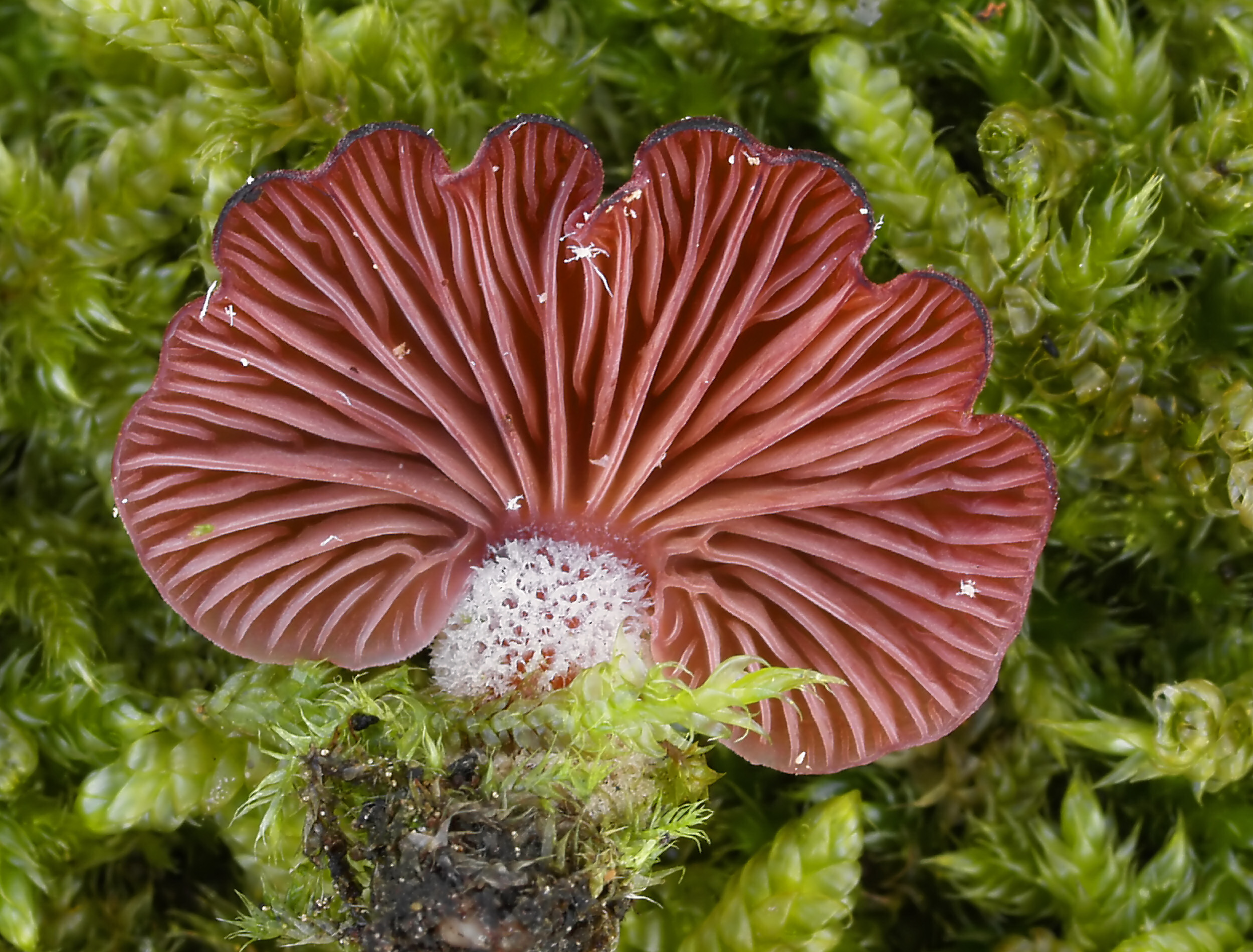

Łycznik fioletowawy (Panellus violaceofulvus (Batsch) Singer) – gatunek grzybów należący do rodziny grzybówkowatych (Mycenaceae).

## Systematyka i nazewnictwo
Pozycja w klasyfikacji według Index Fungorum: Panellus, Mycenaceae, Agaricales, Agaricomycetidae, Agaricomycetes, Agaricomycotina, Basidiomycota, Fungi.
Po raz pierwszy takson ten zdiagnozował w 1783 r. August Johann Georg Karl Batsch, nadając mu nazwę Agaricus violaceofulvus. Obecną, uznaną przez Index Fungorum nazwę nadał mu w 1836 r. Rolf Singer, przenosząc go do rodzaju Panellus. Ma 16 synonimów. Niektóre z nich:
- Resupinatus violaceofulvus (Batsch) Murrill 1915
- Scytinotus violaceofulvus (Batsch) Courtec. 2008[2]

Nazwę polską zarekomendował Władysław Wojewoda w 1999 r.

## Morfologia
Owocniki wyrastające z podłoża pojedynczo lub w grupach po 2–10. Trzonu brak, do podłoża przyczepione są bokiem lub grzbietem.
Kapelusz
Średnica 5–30 mm, kształt nieregularnie okrągły, łopatkowaty, nerkowaty, półkulistowypukły do płasko-wypukłego, higrofaniczny, półprzeźroczyście-prążkowany (zwłaszcza w stanie wilgotnym), czasem klapowany. Brzeg początkowo podwinięty, potem wyprostowany, czasem karbowano-klapowany. Powierzchnia czerwonbrązowa, fioletowobrązowa do ciemnofioletowej, pokryta białawymi grudkami i włókienkami, dobrze widocznymi zwłaszcza w stanie wilgotnym.
Blaszki
W liczbie 11–20, l = 3, 5 lub 7, o szerokości 0,5–1,5 mm, wyrastające promieniście od miejsca przyrostu do brzegu, brzuchate, jasnofioletowe, jasnobrązowe, fioletowo-brązowe, czerwonobrązowe, często z różowym odcieniem. Ostrza równe, tej samej barwy, jaśniejsze lub ciemniejsze.
Miąższ
O grubości do 1,5 mm, białawy, o niewyraźnym zapachu i gorzkim smaku.
Cechy mikroskopowe
Zarodniki cylindryczne (6,5) 7,8–10,2 (11,5) × (2,5) 2,8–3,2 (3,5) µm, Q = średnio 2,9, gładkie, bezbarwne i amyloidalne. Podstawki 4-zarodnikowe, rzadko 2-zarodnikowe, wąsko maczugowate, średnio 33,4 × 5,9 μm, bezbarwne, cienkościenne. Bazydiole wąsko maczugowate, wąsko cylindryczne, średnio 28,9 × 4,3 µm, bezbarwne, cienkościenne. Cheilocystyd brak. Subhymenium o grubości 16–23 μm, dobrze oddzielone od tramy, gęste, zbudowane z nieregularnie ułożonych strzępek o szerokości 2–3,5 μm. Trama w blaszkach złożona z równoległych lub prawie równoległych strzępek o szerokości 3–8 µm i grubości ścianki 0,5– 1,5 (2) μm, czasami rozgałęzionych i zespolonych, bezbarwnych, w ich sprzążkach jest okrągły otwór o średnicy do 1,5 μm. Skórka typu przejściowego między cutis i ixotrichoderma. Trama w trzonie podobna do tramy blaszek. Na strzępkach są sprzążki.
Gatunki podobne
Bardzo podobny jest łycznik zębatobrzegi (Panellus ringens). Jego powierzchnia, zwłaszcza w stanie suchym, jest bardzo podobna. Ma nieco mniejsze owocniki, mikroskopowo wyraźnie różni się budową i rozmiarem zarodników, ponadto ma cheilocystydy i różni się budową podstawek.

## Występowanie i siedlisko
Występuje w Ameryce Północnej, Europie i Azji. W Polsce W. Wojewoda w 2003 r. przytoczył 6 stanowisk, w późniejszych latach podano następne. Bardziej aktualne stanowiska podaje internetowy atlas grzybów. Na Czerwonej liście roślin i grzybów Polski ma status gatunku rzadkiego – potencjalnie zagrożonego z powodu ograniczonego zasięgu geograficznego i małych obszarów siedliskowych.
Nadrzewny grzyb saprotroficzny i słaby pasożyt. Występuje na drewnie drzew iglastych. W Polsce notowany na pniach i gałęziach jodły i świerka.